# Puihardy
Puy Hardy é uma comuna francesa na região administrativa da Nova Aquitânia, no departamento de Deux-Sèvres. Estende-se por uma área de 1,18 km². Em 2010 a comuna tinha 62 habitantes (densidade: 52,5 hab./km²).